# Maria-Hilf-Kapelle (Trier)
Die Maria-Hilf-Kapelle ist eine Kapelle der Barmherzigen Brüder von Maria-Hilf an der Peter-Friedhofen-Straße in Trier-Nord.
Eine weitere Maria-Hilf-Kapelle befindet sich in Trier-West am Pulsberg, siehe unter Mariensäule (Trier).
Vom Westfriedhof führt ein Stationsweg dorthin. Die Kapelle ist renovierungsbedürftig.

## Geschichte
Über hundert Jahre stand die 1814/15 erbaute Maria-Hilf-Kapelle als überregional bedeutende, volkstümliche Marienwallfahrtsstätte in Koblenz-Lützel oberhalb des linken Moselufers. Ihr Vorgängerbau war eine in der Zeit der französischen Besatzung nach 1794 zerstörte Kapelle, die später wieder aufgebaut wurde. 1845/1846 erhielt die Kapelle eine offene Vorhalle in neugotischen Formen. Auch Peter Friedhofen (1819–1860), der Gründer der Ordensgemeinschaft der Barmherzigen Brüder von Maria-Hilf, war einer ihren regelmäßigen Besucher; er habe immer, wenn er in Schwierigkeiten war, dort Zuflucht im Gebet gesucht. Von 1905 bis 1907 wurde eine neue, bis heute erhaltene Kapelle errichtet und das Gnadenbild dorthin übertragen. Die alte Kapelle geriet in Vergessenheit und drohte zu verfallen. Da die Barmherzigen Brüder um die Bedeutung der Kapelle für ihren Gründer wussten, erwarben sie den kleinen Bau und trugen ihn 1926 Stein für Stein ab, um ihn ein Jahr später in Trier, im Garten ihres (mittlerweile aus Koblenz dorthin verlegten) Mutterhauses, wieder aufzubauen. 1928 nahm die Kapelle auch das Grab des Ordensgründers auf und wurde so – spätestens seit dessen Seligsprechung im Jahr 1985 – zur zentralen Stätte der Peter-Friedhofen-Verehrung.
Um den Raum im Inneren der kleinen Kapelle zu vergrößern, erhielt zunächst die offene Vorhalle eine Verglasung, die später durch Betonglas ersetzt wurde. Da man nach der Seligsprechung Peter Friedhofens häufiger Gottesdienste in der Kapelle feiern wollte, ersetzte man die neugotische Vorhalle durch einen 1990 geweihten Erweiterungsbau, der sich an den Formen des alten Teils orientiert und sozusagen ein Kirchenschiff bildet, an das sich die alte Kapelle als Chor anschließt.

## Beschreibung der Maria-Hilf-Kapelle

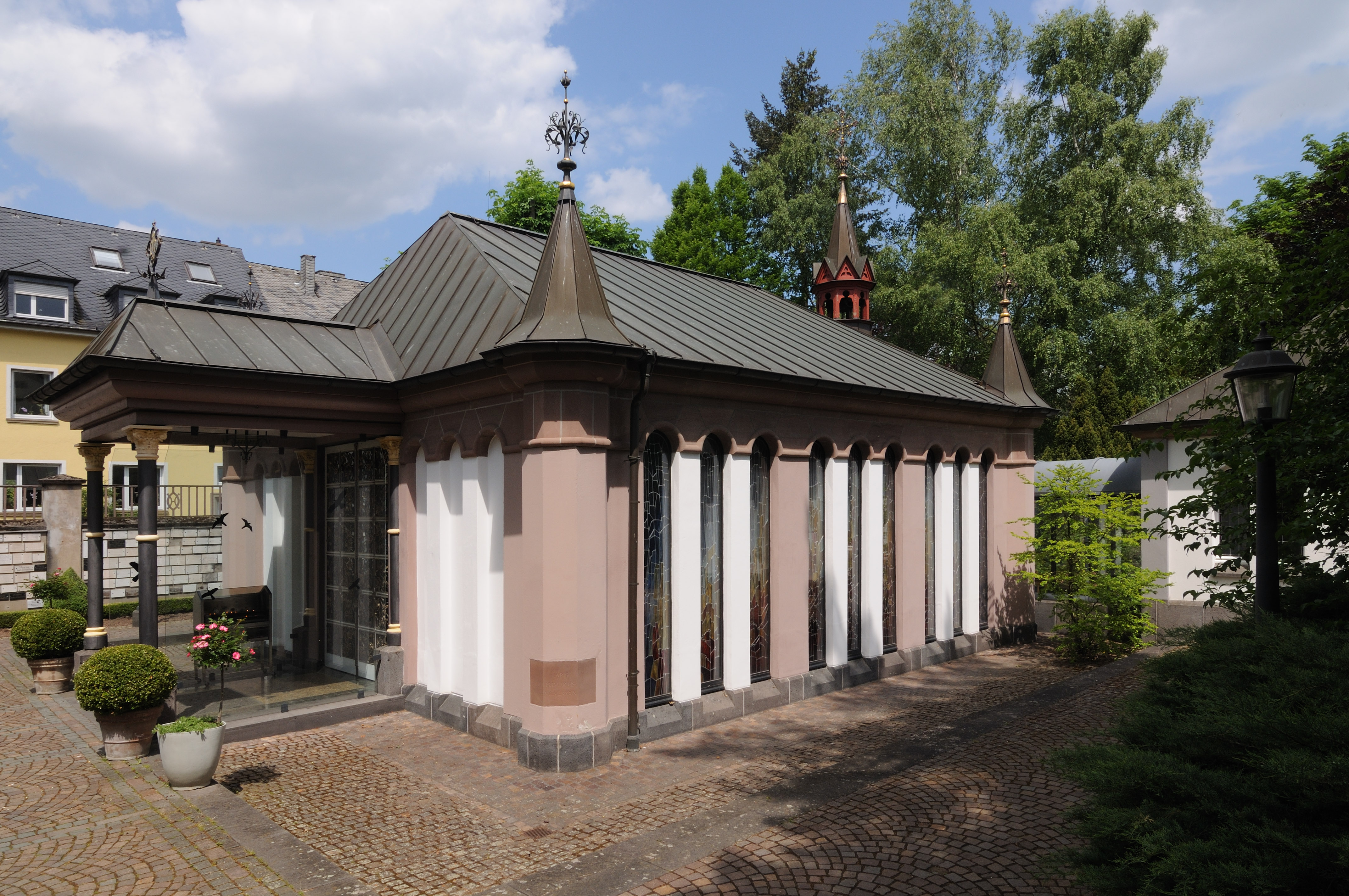
Maria-Hilf-Kapelle in Trier

In ihrer heutigen Form besteht die Kapelle seit 1989/1990, als sie wegen des gestiegenen Raumbedarfs nach der Seligsprechung Peter Friedhofens am 23. Juni 1985 noch einmal grundlegend umgestaltet wurde. Nach Plänen des Trierer Architekten Karl Peter Böhr entstand ein aus den Proportionen der alten Kapelle entwickelter Neubau, der am 6. Mai 1990 eingeweiht wurde. Der neue Andachtsraum ist von einem dreibahnigen Kreuzgratgewölbe überspannt, dessen tief herabhängende Schlusssteine den Eindruck einer dreischiffigen Anlage erwecken. Als Aufleger dienen ihnen rechts und links des Chorbogens die alten gotisierenden Pfeiler von 1845/1846. Die Seitenwände sind vollständig in schlanke, verglaste Arkaden aufgelöst, wobei das Rundbogenmotiv der alten Kapelle aufgegriffen wurde. Auch die polygonalen Ecktürmchen und der vorhallenartige Windfang, an dem die beiden gusseisernen Säulen der alten Vorhalle wiederverwendet wurden, imitieren Elemente des älteren Baus.

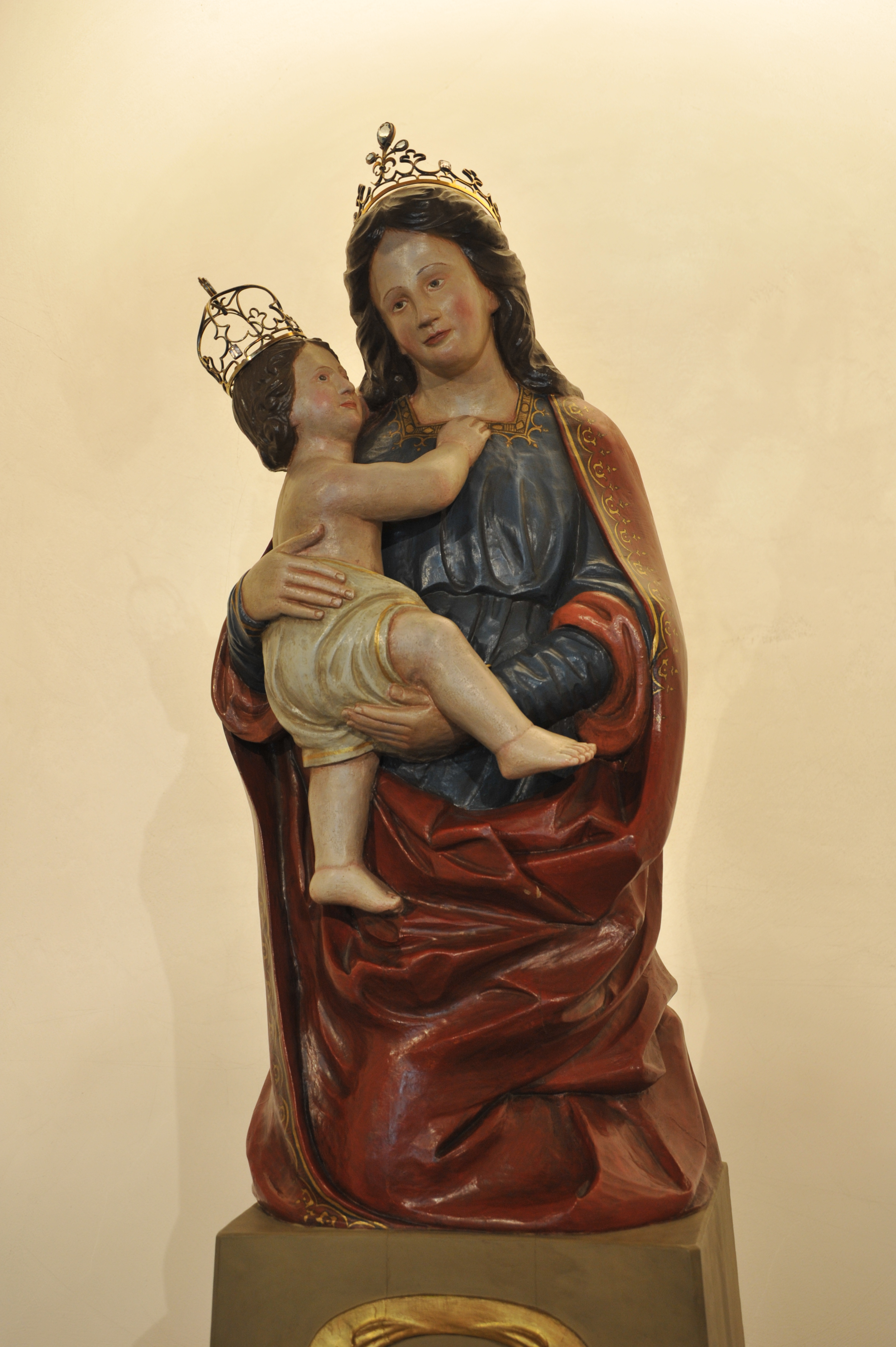
Gnadenbild Maria-Hilf in der Maria-Hilf-Kapelle in Trier

Der alte Kapellenraum, der heute als Chor dient, wurde von Petra Schreyögg (Leutesdorf) in seiner ursprünglichen Farbigkeit wiederhergestellt. Dabei nehmen die Ornamente der vortretenden Wandpaneele Bezug auf das Marienpatrozinium: In stilistischen Formen des frühen 20. Jahrhunderts, die wiederum spätmittelalterliche Wandbespannungen aus Brokatstoffen nachahmen, erkennt man stilisierte Schwertlilien und Rosenknospen in einem System ovaler Lorbeerranken. Die Rose war spätestens seit dem 13. Jahrhundert das vielfältig ausgelegte, vor allem Unschuld, Reinheit und Vollkommenheit verkörpernde Mariensymbol schlechthin. Schwertlilien dagegen galten in der mittelalterlichen Blumensymbolik als Abbilder der sieben Schmerzen Mariens und standen somit in engem Zusammenhang mit der Verehrung der schmerzhaften Muttergottes. Die Vermauerung der unteren Apsishälfte wurde entfernt und das Gnadenbild frei auf einen hohen Sockel gestellt. Es handelt sich dabei um eine von Bruder Numerian gefertigte Kopie des Koblenzer Gnadenbildes, das sich heute in der Pfarrkirche St. Peter in Koblenz-Neuendorf befindet. Die 1928 gefertigten Hängelampen, die man zwischenzeitlich entfernt hatte, wurden wieder installiert.

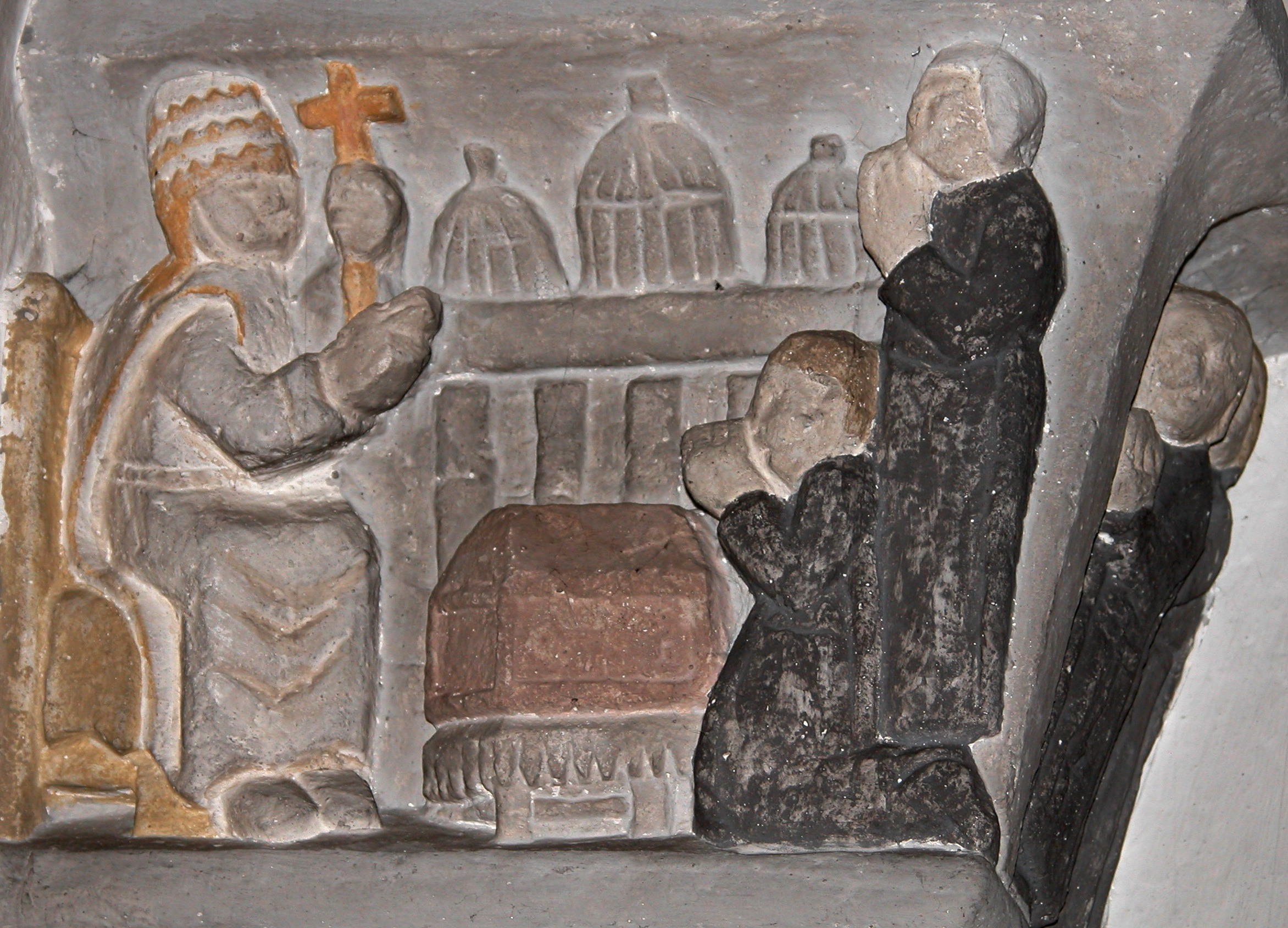
Maria-Hilf-Kapelle in Trier – Konsolstein (Seligsprechung Peter Friedhofens)

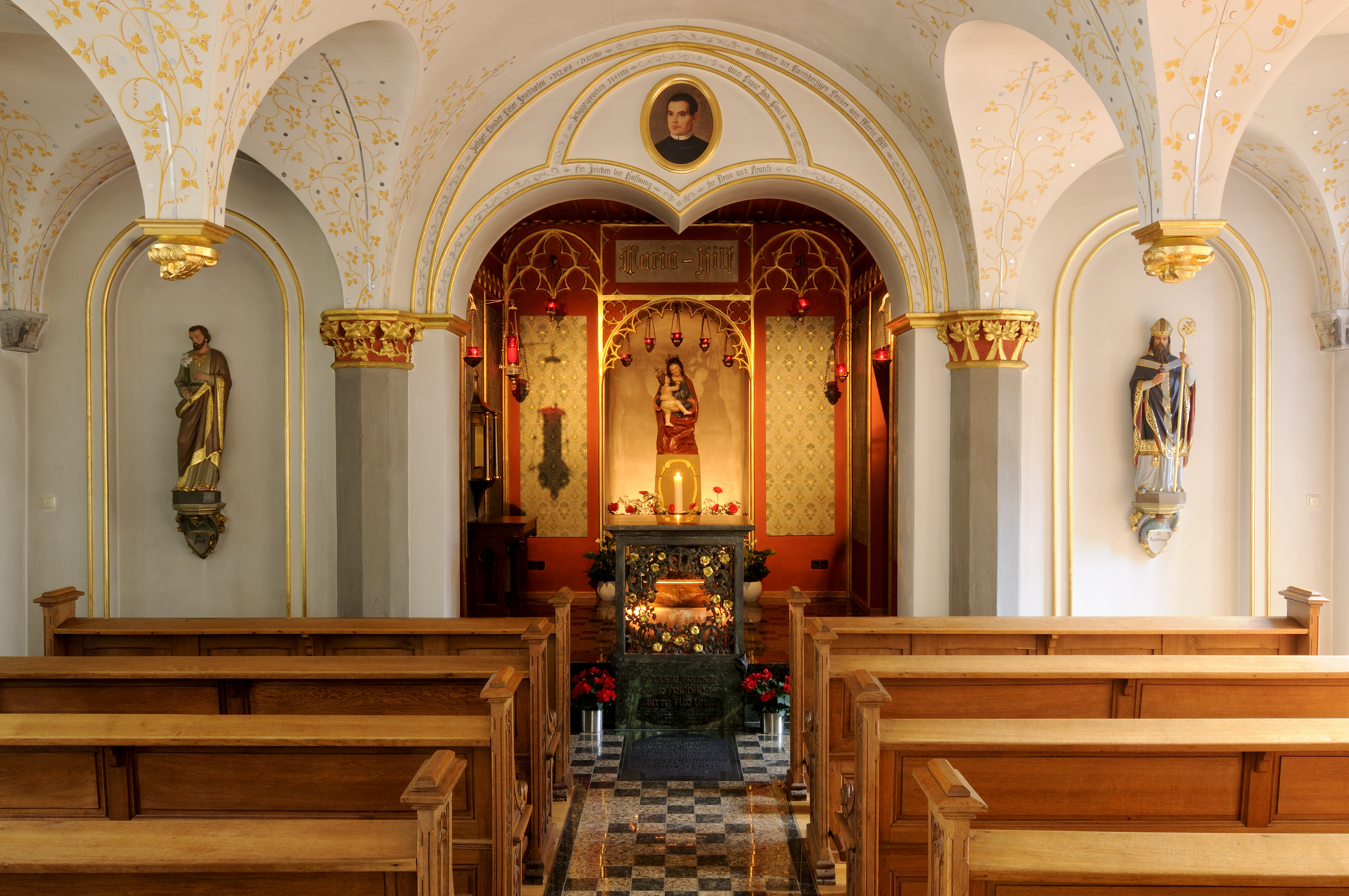
Maria-Hilf-Kapelle in Trier – Innenansicht

Die Ikonografie des neuen Innenraumes ist ganz der Person und dem Werk Peter Friedhofens gewidmet: Die tragenden Konsolsteine des Gewölbes illustrieren in farbig gefassten, von Willi Hahn (Trier) geschaffenen Reliefs wichtige Stationen seines Lebens. In der linken vorderen Raumecke beginnend, zieht sich die Folge gegen den Uhrzeigersinn an den Wänden entlang: Peter Friedhofen als kleiner Junge vor einer Marienskulptur, die Schornsteinfegerlehre bei seinem Bruder, die Wanderschaft, die Unterstützung der Schwägerin und ihrer Kinder, der Bau des Klösterchens in Weitersburg, die Einkleidung, das frühe Klosterleben mit den ersten Brüdern, Krankenpflege, Tod und Seligsprechung. Als Gegenstücke zu diesen Konsolen sind die tief herabgezogenen, tragenden Schlusssteine des Gewölbes mit den vergoldeten Symbolen der vier Evangelisten besetzt. Die steilen Gewölbekappen wurden von Petra Schreyögg mit stilisierten Weinstöcken bemalt, die jeweils von den Konsolen bzw. den Schlusssteinen ausgehen. Als zentrales eucharistisches Symbol verweist der Weinstock auf Christus. Darüber hinaus erinnern sie an das Christuswort: „Ich bin der Weinstock, ihr seid die Reben. Wer in mir bleibt und in wem ich bleibe, der bringt reiche Frucht; denn getrennt von mir könnt ihr nichts vollbringen.“ (Joh 15,5 )
Die Gestaltung der Fenster durch Petra Schreiögg illustriert eine Aussage Peter Friedhofens über seine Gemeinschaft: Auf der linken Seite verdichten sich verschiedene Blautöne auf klarem Grund zu ungegenständlichen Formen, während rechts rot-gelbe Flammenstrukturen nach oben züngeln. Dies ist die genaue Umsetzung der Briefstelle: „[…] dieses Werk soll ein Werk geben, welches aus neuem Feuer und aus neuem Geist aufgerichtet werden soll.“

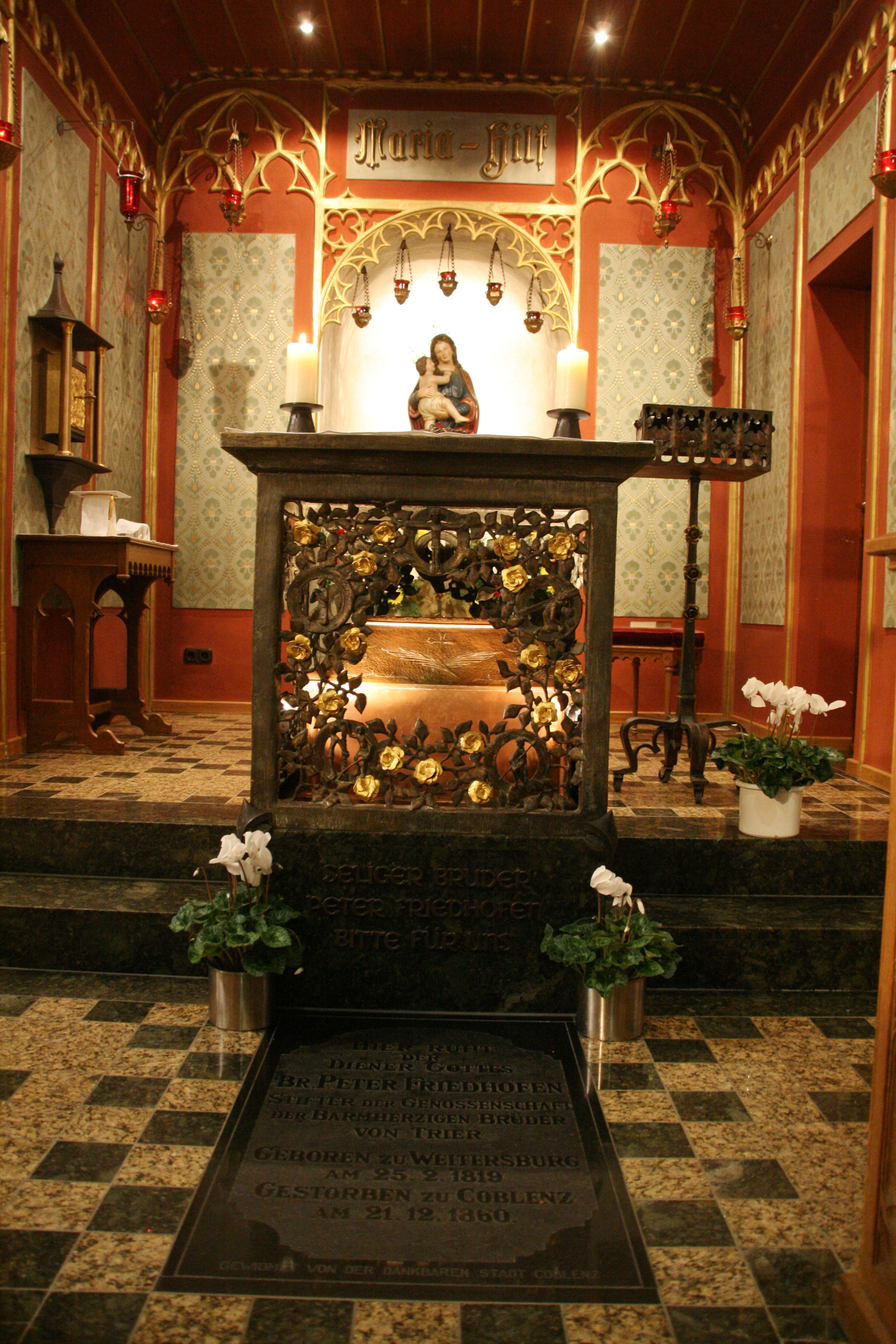
Maria-Hilf-Kapelle in Trier – Sarkophag mit den Gebeinen Peter Friedhofens

Das Zentrum der heutigen Kapelle bildet die Grabanlage des Ordensgründers am Übergang zwischen neuem und altem Kapellenraum. Ihr Kernstück ist der bereits 1985 aus Anlass der Seligsprechung in Auftrag gegebene Altar von Ulrich Henn (Leudersdorf). Um den Peter-Friedhofen-Schrein in seinem Inneren zu zeigen, sind die vier Seiten des bronzenen Altarblocks durchbrochen gearbeitet. Ihre Dekoration besteht aus jeweils einem naturalistisch gestalteten Rosenkranz, der mit goldenen Blüten und fünf runden Medaillons besetzt ist. Diese zeigen an der Frontseite die Geheimnisse des schmerzhaften und an der Rückseite die des freudenreichen Rosenkranzes. Dabei stehen die Passionsszenen des schmerzhaften Rosenkranzes an der Frontseite des Altares, die in der Kreuzigung gipfeln, im Vordergrund und stellen so zusätzlich eine enge Beziehung zum eucharistischen Opfer her. Die Betonung Christi wird an der linken Seitenfläche durch fünf seiner Wunder weitergeführt: Links oben beginnend, erkennt man gegen den Uhrzeigersinn die wunderbare Brotvermehrung, die Hochzeit zu Kana, eine nicht näher bestimmbare Fußwaschung, die Erweckung des Lazarus und die Heilung eines Lahmen. Mit ihnen korrespondieren auf der gegenüberliegenden Seite die Werke der Barmherzigkeit: In gleicher Lesrichtung wird ein Hungernder gespeist, ein Dürstender getränkt, ein Nackter bekleidet, ein Gefangener besucht und ein Kranker gepflegt. Diese Gegenüberstellung thematisiert auch hier die tätige Nachfolge Christi durch die aktive Befolgung des Gebotes der Nächstenliebe und erinnert an das Wort Jesu: „Was ihr für einen meiner geringsten Brüder getan habt, das habt ihr mir getan.“ (Mt 25,40 )
Vor dem Altar, der erst aus Anlass der Umgestaltung 1990 von seinem ursprünglichen Standort im Zentrum der alten Kapelle unter den Chorbogen versetzt wurde, liegt die alte Koblenzer Grabplatte von 1926. Sie ist vor allem als Erinnerung an die alte Begräbnisstätte zu sehen, aus der die Gebeine des Seliggesprochenen „zur Ehre der Altäre“ erhoben wurden. Oberhalb des Chorbogens wurde – in einer Achse mit der Grabplatte und dem Schrein – das Porträt des Ordensgründers angebracht. Die Inschrift lautet: „Seliger Bruder Peter Friedhofen * 25. 2. 1819 † 21.12.1860 – Gründer der Barmherzigen Brüder von Maria-Hilf – seliggesprochen 23. 6. 1985 durch Papst Johannes Paul II. – Ein Zeichen der Hoffnung für Arme und Kranke“.